# هندريك سيمانغونسونغ
هندريك سيمانغونسونغ (مواليد 11 يوليو 1969) هو ملاكم إندونيسي، مثّل بلاده في الألعاب الأولمبية الصيفية في دورتي 1992 و1996.

## روابط خارجية
هندريك سيمانغونسونغ على موقع أوليمبيديا (الإنجليزية)